# Dennis Koslowski
Dennis Marwin Koslowski (Watertown, 16 agosto 1959) è un ex lottatore statunitense, specializzato nella lotta greco-romana.

## Palmarès

### Olimpiadi
- 2 medaglie:
  - 1 argento (Barcellona 1992 nei pesi massimi)
  - 1 bronzo (Seul 1988 nei pesi massimi)